# Келлеровський сільський округ
Ке́ллеровський сільський округ (каз. Келлеров ауылдық округі, рос. Келлеровский сельский округ) — адміністративна одиниця у складі Тайиншинського району Північноказахстанської області Казахстану. Адміністративний центр — село Келлеровка.
Населення — 2728 осіб (2021; 3053 у 2009, 4047 у 1999, 6398 у 1989).
Станом на 1989 рік існували Келлеровська сільська рада (села Богатировка, Келлеровка, Розовка) та Кременчузька сільська рада (села Кременчуг, Липовка) колишнього Келлеровського району. 2018 року було ліквідовано село Липовка.

## Склад
До складу округу входять такі населені пункти:
| Населений пункт   | Старі назви | Населення, осіб (1989) | Населення, осіб (1999) | Населення, осіб (2009) | Населення, осіб (2021) |
| ----------------- | ----------- | ---------------------- | ---------------------- | ---------------------- | ---------------------- |
| Богатировка, село | -           | 322                    | 220                    | 129                    | 98                     |
| Келлеровка, село  | -           | 5087                   | 3356                   | 2663                   | 2487                   |
| Кременчуг, село   | -           | 543                    | 388                    | 228                    | 143                    |
| Липовка, село     | -           | 98                     | 83                     | 33                     | -                      |
| Розовка, село     | -           | 348                    | 116                    | -                      | -                      |